# Gustav Jonson
Gustav Jonson, estonski general, * 1880, † 1942.